# Monte Stella (Alpi Marittime)
Il monte Stella (3262 m) è una montagna delle Alpi Marittime. Appartiene al gruppo del monte Argentera, di cui costituisce la sommità più settentrionale sulla cresta principale.

## Caratteristiche
Si trova nell'alta valle Gesso, sulla cresta che divide le valli Gesso della Valletta e Gesso di Entracque. La vetta è sul confine tra il comune di Entracque e quello di Valdieri.
È situata a nord-ovest della punta Gelas di Lourousa, che è a sua volta la più settentrionale delle punte della serra dell'Argentera. Il tratto di cresta tra queste due montagne, orientato in direzione sud-ovest dal monte Stella, è interrotto dalla forcella del colletto Coolidge, punto culminante del sottostante canalone di Lourousa. Dalla montagna, la cresta si dirige con ampio arco prima a est poi a sud-est, andando a digradare nel sottostante bacino del Chiotas.
Dal punto di vista geologico, la montagna appartiene al massiccio cristallino dell'Argentera, ed è composta di gneiss di varia composizione e diverso grado di scistosità.

## Ascensione alla vetta
La via normale si sviluppa a partire dal colletto Coolidge. Da qui si risale in vetta seguendo il filo di cresta. L'itinerario è di tipo alpinistico, con grado di difficoltà valutato in PD-, con passaggi su roccia fino al II grado.
Il colletto Coolidge può essere raggiunto dal versante Nord risalendo il canalone Lourousa (900 m di dislivello su neve con pendenze di 45 gradi, difficoltà AD) oppure molto più facilmente dal versante meridionale, risalendo dall'altopiano del Baus (difficoltà PD-) seguendo per gran parte la via normale alla cima nord dell'Argentera.
Un itinerario alternativo prevede di risalire la cresta est dal passaggio del Chiapous, raggiungibile pure dall'altipiano del Baus. Questo percorso ha difficoltà AD-, con passaggi fino al III grado. Una volta giunti in vetta è possibile proseguire ed effettuare la traversata della serra dell'Argentera.
La via Roger Poliakovic
Un altro itinerario si svolge sullo sperone centrale della parete NE alta di 900 metri. Diretto in cima ed effettuato da Patrick Berhault e Steve Poliakovic amici d'infanzia nel settembre 97. Dedicata al padre di Steve, la via Roger Poliakovic si svolge nel centro e sotto la cima. Di fronte al rifugio Morelli.
ascensione : superare lo zocolo direttamente nel centro ( II / III-) ed arrivare sotto la parete (sosta). Prendere appena a destra direttamente. Un diedro ( V c con passo di VIa con bloco incastrato instabile) ed continuare direttamente (sosta friends). Salire (IVc) e continuare lo sperone leggermente a sinistra direttamente verso la cima (ass. e soste su friends). Poi lo sperone si radrizza con qualchi blocchi instabili. Continuare diritto 300m verso la cima con passi di IIIc e IV.
900m /  insieme di III / IV / passo VI c 
non sostenuto. Ambiente bello. Nessun chiodo.
Patrick Berhault et Steve Poliakovic le 9.9 1997
Variantes :
- Steve Poliakovic con Claude Froment août 1999
Dalla sosta 1 sopra lo zoccolo traversare a destra per prendere un risalto portando a una cengia. Scalare la lastra ( V ) per prendere a sinistra uno diedro più facile che porta a una sosta (1 chiodo). Raggiungere la linea originale che porta sullo sperone che si segue un po' a sinistra. Poi in cima con la via originale.
- Steve Poliakovic. Prima invernale. Prima ascensione solitaria il
Seguire l'itinerario originale dello zocolo poi raggiungere la cengia a destra sotto la variante. Salire direttamente a destra in direzione dello strapiombo la lastra verticale ( V, V c molto sostenuto). Sosta possibile sotto il tetto su chiodi testa giù lasciati in posto.
Continuare un po' a sinistra poi dritto per uscire sulla cresta. ( IV a). Seguire lo sperone che d'inverno è in scalata mista e poi prendere una linea diretta a destra dell'itinerario Berhault-Poliakovic che d'inverno è composto di scalata mista e goulotte molto interessante (insieme D sup, dipende dell inevamento). Uscire in cima.
Steve Poliakovic nella prima ascensione invernale ha preferito scendere in parte per la cresta nord ovest che borda il Lourousa per ritrovare poi il colletto sopra il grande avvallamento che si trova con neve e scenderlo direttamente fine a ritrovare un canale ripido e con una doppia ritrovare la cengia della partenza della variante invernale. Di là per lo zoccolo fine ai piedi della parete.
Insieme bellissimo d'inverno. 3 chiodi in posto. 900m. Difficoltà D sup / TD inf

### Cartografia
- Cartografia ufficiale dell'Istituto Geografico Militare in scala 1:25.000 e 1:100.000, consultabile on line
- Sistema Informativo Territoriale della provincia di Cuneo, su base cartografica 1:10.000
- Istituto Geografico Centrale - Carte dei sentieri 1:50.000 n.8 "Alpi Marittime e Liguri" e 1:25.000 n. 113 "Parco naturale dell'Argentera"